# Bamnan and Slivercork
Albums de Midlake
Milkmaid Grand Army
(2001) Balloon Maker
(2005)
Bamnan and Slivercork est le premier album studio du groupe de rock américain Midlake, sorti en 2004.

## Description
Il mêle sons acoustiques, électro et lo-fi. Les chansons Balloon Maker et Kingfish Pies ont fait l'objet de singles.

## Titres
1. They Cannot Let It Expand (2:58)
2. Balloon Maker (5:05)
3. Kingfish Pies (4:23)
4. I Guess I'll Take Care (3:22)
5. Some of Them Were Superstitious (5:57)
6. The Reprimand (1:21)
7. The Jungler (3:44)
8. He Tried to Escape (4:32)
9. Mopper's Medley (5:02)
10. No One Knew Where We Were (5:06)
11. Anabel (2:26)
12. Mr. Amateur (2:06)

## Musiciens
- Tim Smith : voix, piano, claviers, guitare acoustique, guitare électrique, flute.
- Eric Pulido : guitare électrique, guitare acoustique, guitare acoustique à 12 cordes, claviers, chœurs.
- Eric Nichelson : claviers, piano, guitare acoustique,  guitare acoustique à 12 cordes, guitare électrique.
- Paul Alexander : basse, basse double,  guitare électrique, claviers, piano, basson.
- McKenzie Smith : batterie, percussions.